# Двінський Володимир Еммануїлович
Володимир Еммануїлович Двінський (рос. Владимир Эммануилович Двинский; нар. 18 грудня 1940, Москва, СРСР) — радянський та російський кінорежисер, продюсер, дійсний член Російської академії кінематографічних мистецтв «Ніка», голова правління Московського єврейського культурно-просвітнього товариства (МЕКПО), член Спілки кінематографістів та кіно гільдій Росії «КіноСоюз».

## Життєпис
Володимир Двінський народився 18 грудня 1940 року в Москві. Син Еммануїла Яковича Двінського (1910—1985), відомого радянського журналіста, кінорежисера і сценариста.
Закінчив Всеросійський державний інститут кінематографії. Працював режисером документального кіно на студіях Білорусьфільм і Центрнаучфільм.

## Політичні погляди
У березні 2014 року, після російської інтервенції в Україну, разом з рядом інших відомих діячів науки і культури Росії висловив свою незгоду з політикою російської влади в Криму. Свою позицію вони виклали у відкритому листі
У 2018 підтримав звернення Європейської кіноакадемії на захист ув'язненого у Росії українського режисера Олега Сенцова.

## Фільмографія
Зняв понад 50 науково-популярних і документальних фільмів, відзначених призів вітчизняних і зарубіжних кінофестивалів. 
Режисер
- 1970 — «Царю в'їзд заборонено» (документальний)
- 1970 — «Мій тато Айболить» (документальний)
- 1973 — «Історія давньоруської архітектури» (документальний)
- 1978 — «Прокурори» (документальний)
- 1978 — «Лев Толстой — наш сучасник» (документальний)
- 1983 — «Роботи» (документальний)
- 1983 — «І усього одне життя» (документальний)
- 1984 — «Час змін» (документальний)
- 1985 — «Професія XXI століття» (документальний)
- 1986 — «Командую флотом. Шмідт» (документальний)
- 1989 — «Вимагачі» (документальний)
- 1989 — «Мир вам, Шолом!» (документальний)
- 1991 — «Жінки біля скляного будинку» (документальний)
- 2001 — «У суботу я-король!» (документальний)
- 2003 — «Жила-була Одеса» (документальний)
- 2005 — «Трамвай-спогад» (документальний)
- 2005 — «Хто ворог твій?» (документальний)

Актор
- 2003 — «Next 2» — Борис Петрович, нотаріус
- 2005 — «КДБ в смокінгу» — Гордон

Продюсер
- 1993 — «Падіння»